# Cicely Corbett Fisher
Pour les articles homonymes, voir Fisher et Corbett.
Cicely Fisher (née Corbett ; 9 août 1885 - 20 janvier 1959) est une suffragette britannique et une militante des droits des travailleurs. Elle est l'une des fondatrices du Liberal Women's Suffrage Group.

## Biographie
Cicely Corbett est née en 1885 à Danehill, East Sussex, en Angleterre, de Charles Corbett, homme politique et avocat du Parti libéral, et de Marie Corbett, suffragiste. Cicely et sa sœur aînée, Margery, sont instruites à la maison par leurs parents et une autre femme de la région. Les deux parents sont de fervents défenseurs des droits des femmes et, à l'âge de quinze ans, Cicely forme une société avec sa sœur et leurs amis appelée les Younger Suffragists.
Elle commence à étudier l'histoire moderne au Somerville College d'Oxford en 1904 et là, elle s'implique dans la branche d'Oxford de la National Union of Women's Suffrage Societies. Elle et Margery quittent la Women's Liberal Federation en raison de leur déception face à l'engagement du Parti libéral en faveur du droit de vote des femmes et, avec leur mère, elles créent le Liberal Women's Suffrage Group, Groupe libéral pour le droit de vote des femmes,.
Après avoir quitté l'université, Corbett commence à travailler pour l'organisation de Clementina Black, le Women's Industrial Council (en), qui fait campagne pour l'amélioration des salaires et des conditions de travail des femmes qui travaillent. Elle organise également des conférences au nom de la National Anti-Sweating League (en) pour réclamer de meilleures conditions de travail dans certains métiers. Elle organise souvent des discours de travailleuses exploitées et s'élève contre le travail des enfants .

## Vie privée
Cicily Corbett épouse Chalmers Dempster Corbett en 1913 (décédé le 23 décembre 1952 ) ; il sert dans l'armée britannique avec la 22e unité sous le grade de lieutenant puis de capitaine et il est journaliste libéral, après leur mariage, ils adoptent tous deux le nom de famille Corbett Fisher. Ils ont une fille, Bridget Gilling, en 1922, et hébergeet fréquemment des étudiants et des réfugiés dans leur maison du Sussex. Plus tard dans sa vie, Corbett Fisher est un membre actif du Parti travailliste et de la Ligue internationale des femmes pour la paix et la liberté avant sa mort en 1959.